# Brandis (tirolisches Adelsgeschlecht)

Wappen derer von Brandis aus Tirol

Brandis ist der Name eines Südtiroler Uradelsgeschlechts aus Lana bei Meran.

## Geschichte
Vorfahren der Brandis sind die seit Mitte des 12. Jahrhunderts belegten Herren von Lana, Ministerialen der Welfen, welche in Lana über Grundbesitz verfügten. Laut einer Urkunde von 1273 hat bereits im Jahr 1082 ein Berthold von Lana dem welfischen Hauskloster Weingarten seine Güter vermacht. Die Herren von Lana, deren Besitz in Niederlana lag, übten auch Vogteirechte über Südtiroler Güter des Klosters Tegernsee aus, das ebenfalls im bairischen Herzogtum der Welfen lag. Die Herren von Lana gehörten zum höherrangigen Ministerialadel, wie bereits die Stiftung der Kirche St. Jakob in Grissian 1142 zeigt. Der ursprüngliche Sitz derer von Lana lag vermutlich in Niederlana im Umfeld der Kirche Mariä Himmelfahrt. Zwischen 1140 und 1153 erscheinen erstmals urkundlich Prantoch von Lounon (Lana) mit seinen Söhnen Hildebrand und Heinrich (senex Brandhoch de Loeinnon filiique sui Hiltebrandus et Heinricus).
In der ersten Hälfte des 13. Jahrhunderts errichteten sie zwei Höhenburgen, die Burg Brandis und Lanaberg (Leonburg), beide zunächst im Eigenbesitz. Die beiden Burgen werden 1236 erstmals urkundlich erwähnt.
Ab Beginn des 13. Jahrhunderts verzweigten die Herren von Lana sich in mehrere Geschlechter, die sich jeweils nach ihren Sitzen benannten, darunter die von Brandis, von Lanaburg, von Braunsberg, von Marling-Lebenberg und von Werrenberg (auf dem Werrenberg, auch Turm zu Völlan genannt). Sie alle führten einen roten Löwen im Wappen und hatten gemeinsame Leitnamen wie Berthold, Schwiker, Hildebrand, Konrad, Burghard, Ulrich, Adelheid.

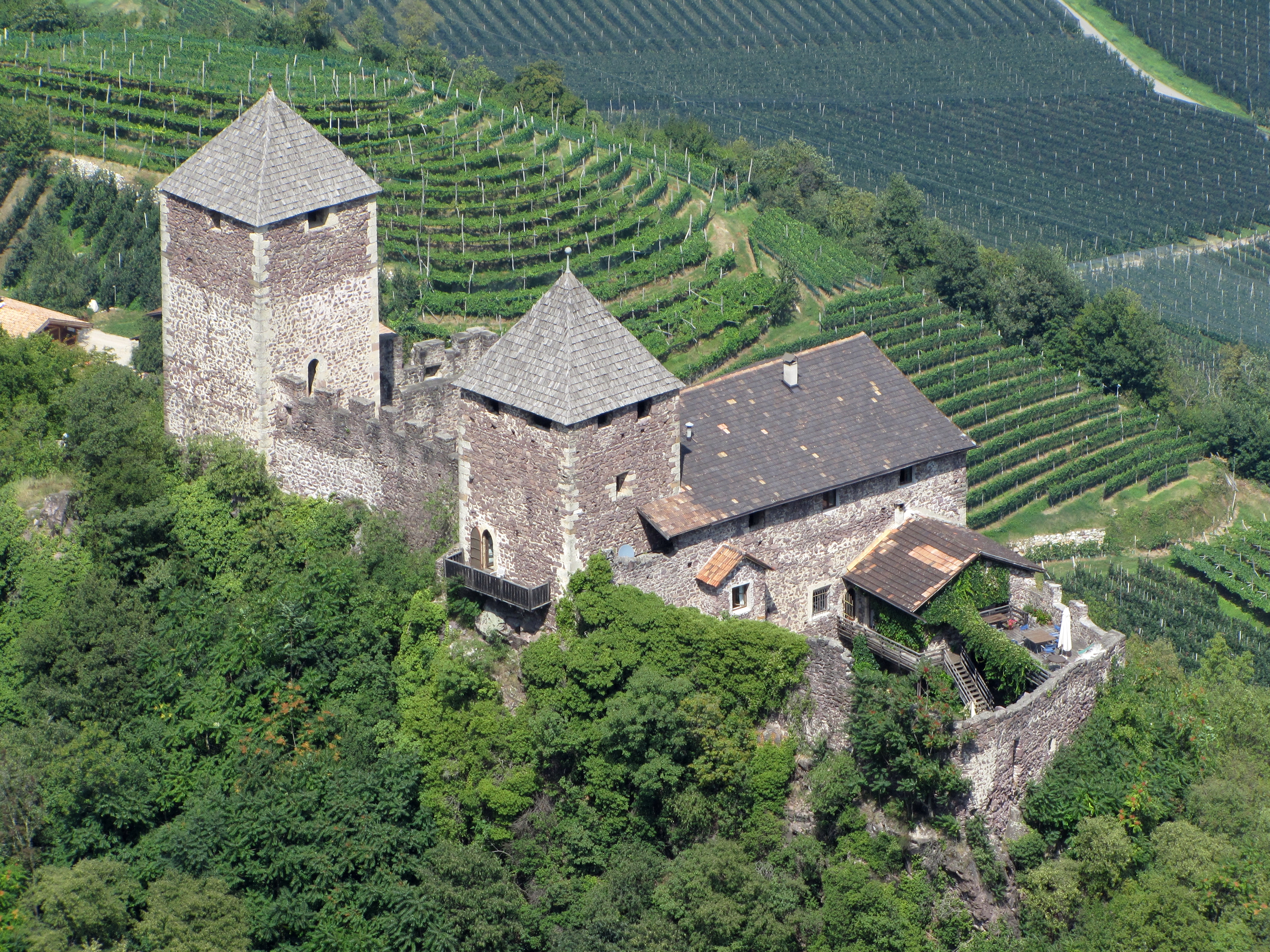
Leonburg (Lanaberg)

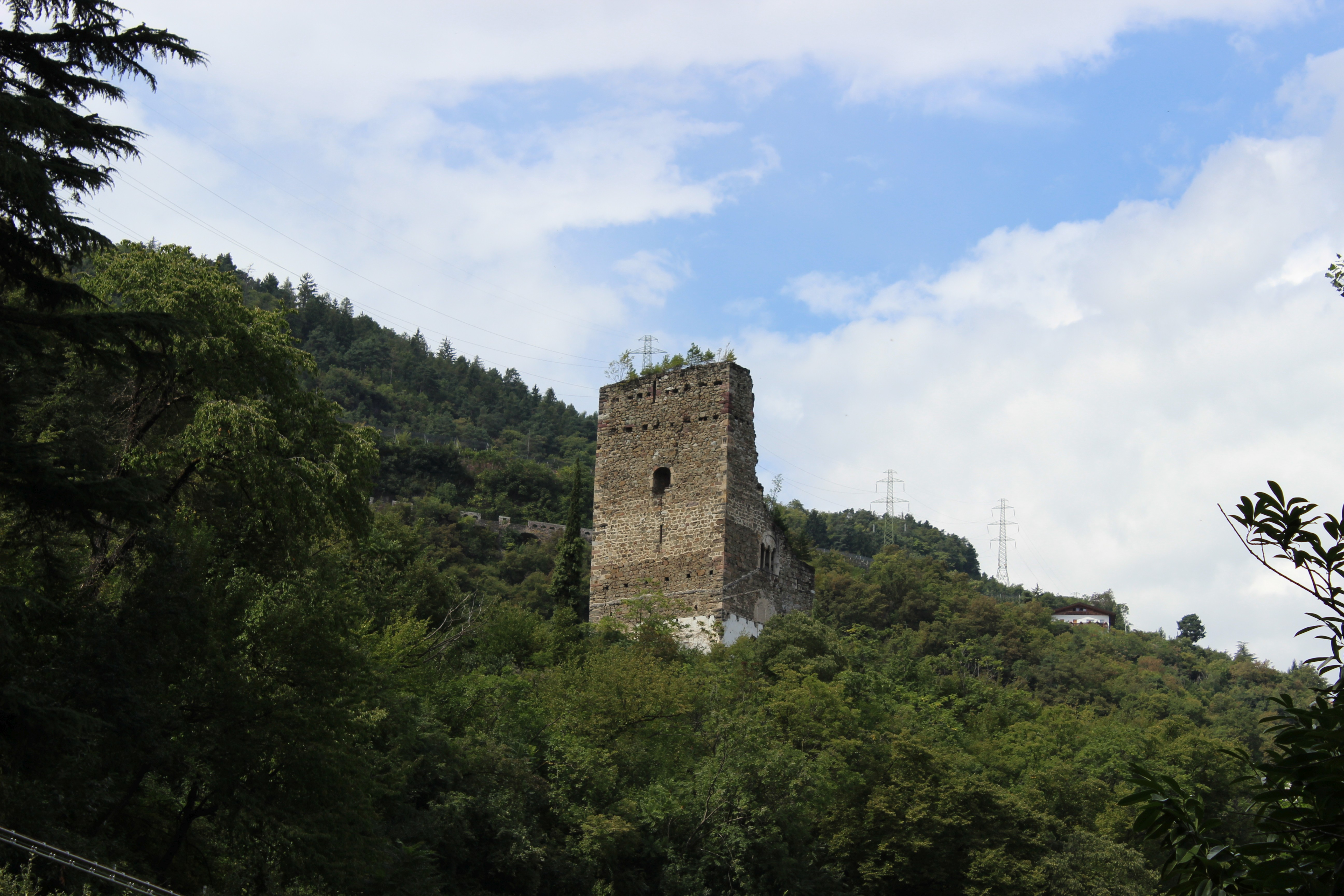
Burgruine Brandis

1236 erfolgte eine Erbteilung zwischen Pranthoch (dem Jüngeren) auf Brandis, wohl Hildebrands älterem Sohn, und den Brüdern Konrad, Heinrich und Berthold auf Leonburg. Im 13. und 14. Jahrhundert erfolgten zahlreiche Ankäufe von Liegenschaften durch die beiden Linien, ferner wurden auf sogenannten Neugereuten, gerodeten Waldflächen, Weinberge angelegt. 1295 mussten die beiden Eigenburgen dem Landesfürsten Meinhard II. von Tirol zu Lehen aufgetragen werden, nachdem er mit Belagerung und Beschuss durch eine Blide gedroht hatte. Die Zweige auf beiden Burgen übten die Gerichtsbarkeit sowie die Vogtei über die Pfarre Lana gemeinsam aus und schlossen 1296, 1305, 1334 und 1338 Bündnis- und Erbschaftsverträge ab. Im 13. Jahrhundert erbauten die Brandis auch den Wohnturm des Ansitz Larchgut. 1361 erbte Rudolf von Brandis die Hälfte von Braunsberg. 1423 erhielten drei Brüder Brandis den nördlichen Teil der zuvor vermutlich ausgebrannten Leonburg und 1426 fiel diese zur Gänze an die Brandis, der Leonburger Familienzweig erlosch 1462. 1426 war bereits die Familie Lebenberg ausgestorben. Von den verschiedenen Zweigen der Herren von Lana kamen nur die Brandis bis in die Neuzeit und Gegenwart.
Im späteren 15. und im 16. Jahrhundert bekleideten die Brandis hohe Verwaltungsämter in Bozen und im Hochstift Brixen. 1470 kaufte Burghard von Brandis die Burg Vorst mit zugehörigem Gericht. Vom Ende des 15. Jahrhunderts bis 1761 gehörte der Ansitz Compil der Familie Brandis. Von 1519 bis 1860 befand sich die Burg Vorst in Algund in ihrem Besitz. 1597 erwarb der langjährige Landeshauptmann von Tirol Jakob Andrä von Brandis die Fahlburg in Prissian und erweiterte den alten Wohnturm zu einem Renaissanceschloss. 1606 wurde er zum Freiherrn erhoben. Sein Sohn Veit Benno, ebenfalls Landeshauptmann, kaufte 1647 das Gericht Mayenburg-Tisens, nachdem das Gericht Stein unter Lebenberg bereits 1599 an die Familie übergegangen war. Er verlegte den Gerichtssitz von der Mayenburg auf die Fahlburg, wo er bis zur Auflösung der Patrimonialgerichte 1831 verblieb. Er wurde, gemeinsam mit seinem Bruder, 1641 zum Grafen und Herren zu Brandis, Freiherrn zu Leonburg, Forst und Fahlburg erhoben.
Graf Clemens von Brandis (1798–1863) war von 1841 bis 1848 Gouverneur von Tirol und Vorarlberg und Landeshauptmann von Tirol. Als solcher setzte er sich für den Ausbau des Straßennetzes ein. Sein Sohn Anton Graf von Brandis war von 1889 bis 1904 Landeshauptmann und reformierte Schulordnung und Gemeindeverfassung; er hatte Anteil am Bau der Eisenbahn Bozen-Meran.
Die Burg Brandis zerfiel bis 1807 zur Ruine, woraufhin etwas unterhalb 1810 das Schloss Neubrandis errichtet wurde. Die Mayenburg wurde 1825 verkauft und zerfiel anschließend zur Ruine. Die Leonburg, ein selten erhaltenes Beispiel einer intakten Burg um 1200, die Fahlburg und Schloss Neubrandis gehören bis heute den Grafen zu Brandis, die sich um deren Erhalt bemühen.

### Brandis in der Untersteiermark
Im 17. Jahrhundert übersiedelte ein Zweig der Familie zunächst nach Niederösterreich, wo er die Herrschaften Kottingbrunn (von 1637 bis 1687), Rodaun und Siebenhirten besaß. Durch die Ehe des Grafen Adam-Wilhelm von Brandis (1636–1699) mit Gräfin Anna-Maria Zwickel genannt Khiesl (1643–1703) wurde deren Sohn Franz Jakob (1677–1746) im Jahre 1727 zum Erben der Herrschaft Marburg an der Drau (heute Maribor) in der Untersteiermark (heute Slowenien). Der große Besitz, zu dem von 1728 bis 1863 auch das Gut Windenau (Betnava) bei Maribor, ferner Grünberg, St. Nikolai, Freistein, Schleinitz, Ebensfeld und St. Johann gehörten, fiel nach dem Tod von Jakobs Sohn Heinrich (1715–1790), dessen Kinder alle jung verstorben waren, an die jüngere, Südtiroler Linie der Familie. Sie besaß von 1847 bis 1900 auch das Gut Ebensfeld (Ravno Polje). Sitz der Herrschaft war die Stadtburg in Maribor (1933 verkauft). Heinrich Graf zu Brandis (1885–1955) musste 1945 den Besitz fluchtartig verlassen und bezog die Fahlburg. Seine Söhne bezogen die Leonburg und Neubrandis.

### Codex Brandis
Der Codex Brandis ist eine der wertvollsten ikonographischen Quellen zur historischen Burgenkunde Tirols. Das Skizzen-Album, im handlichen Format von 22,0 cm × 16,6 cm, umfasst 105 Blätter mit insgesamt mehr als 120 Zeichnungen von Burgen und befestigten Städten der gefürsteten Grafschaft Tirol. Die Handschrift stammt aus dem Archiv der Familie Brandis und wurde vom Südtiroler Landesarchiv erworben. Sie entstand im frühen 17. Jahrhundert, vermutlich im Zeitraum zwischen 1607 und 1629.

## Weitere Besitzungen

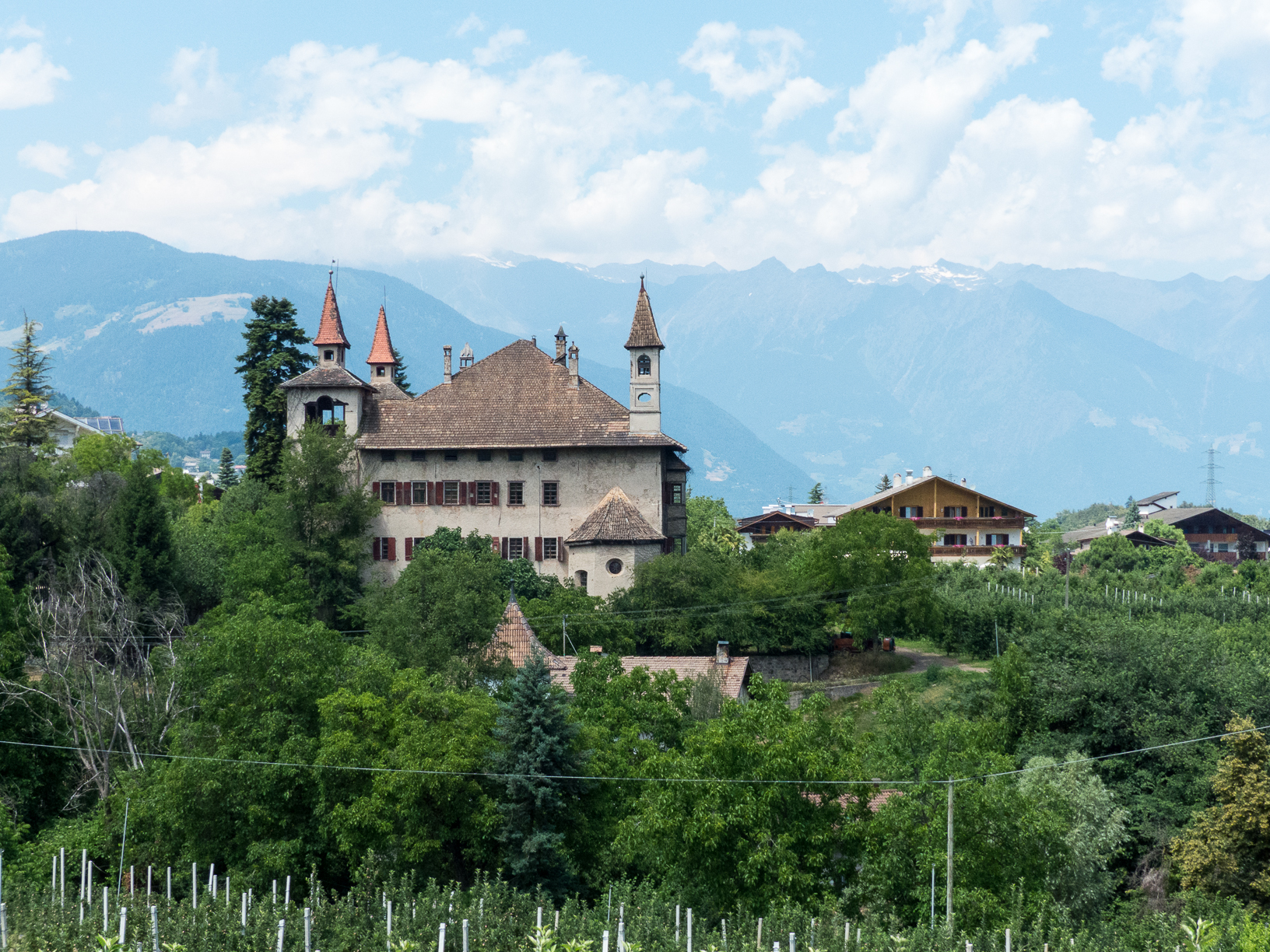
Fahlburg
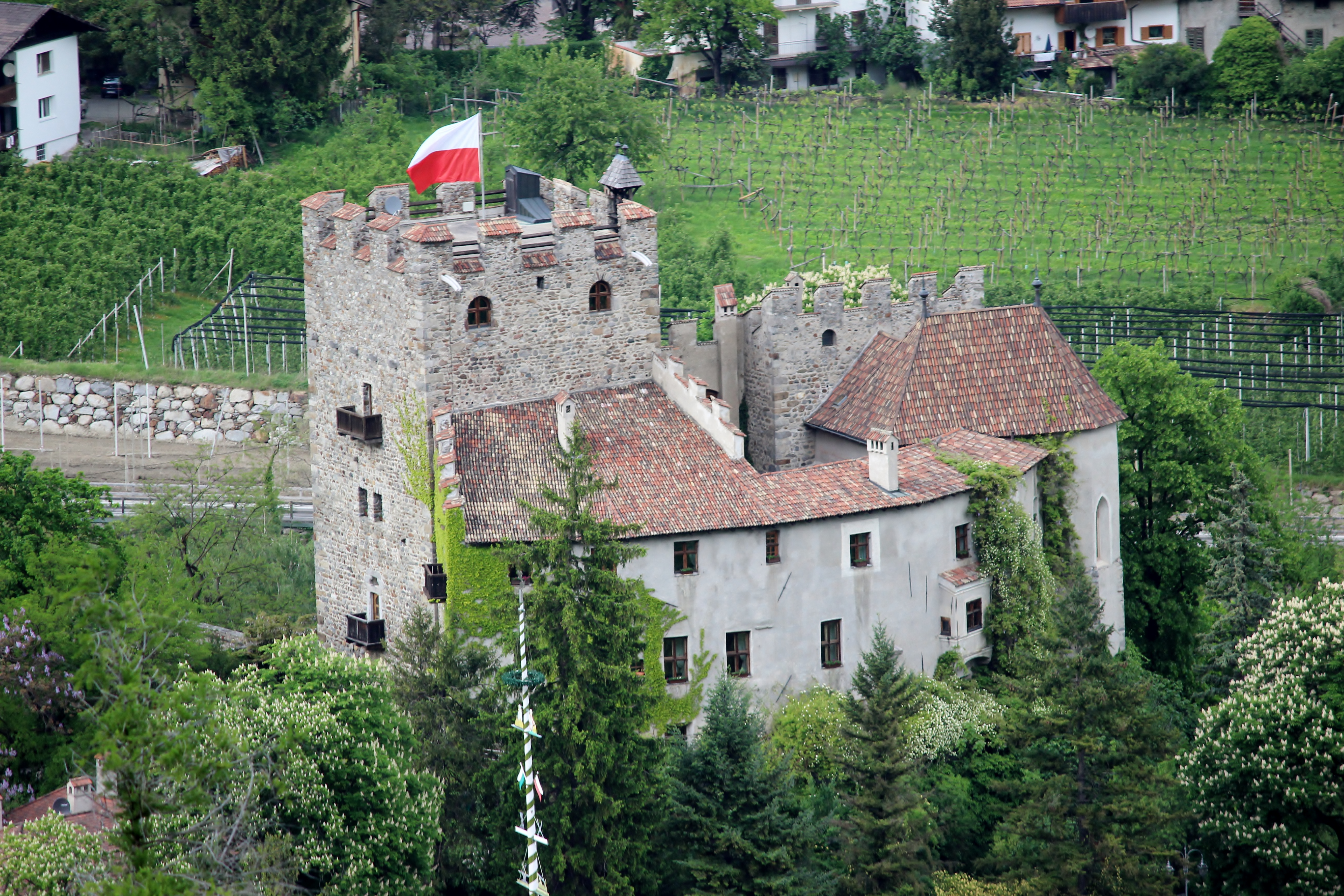
Burg Vorst
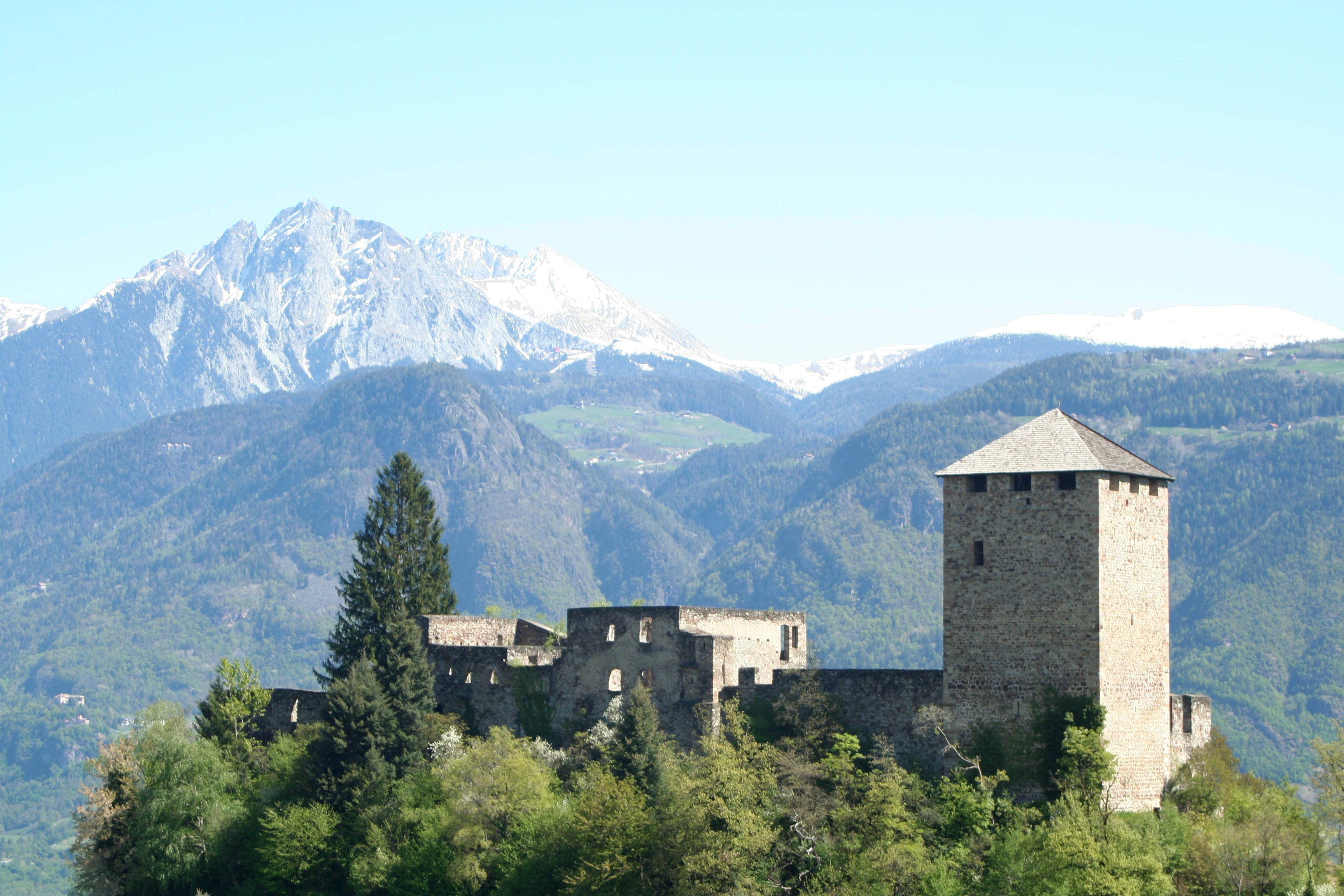
Mayenburg
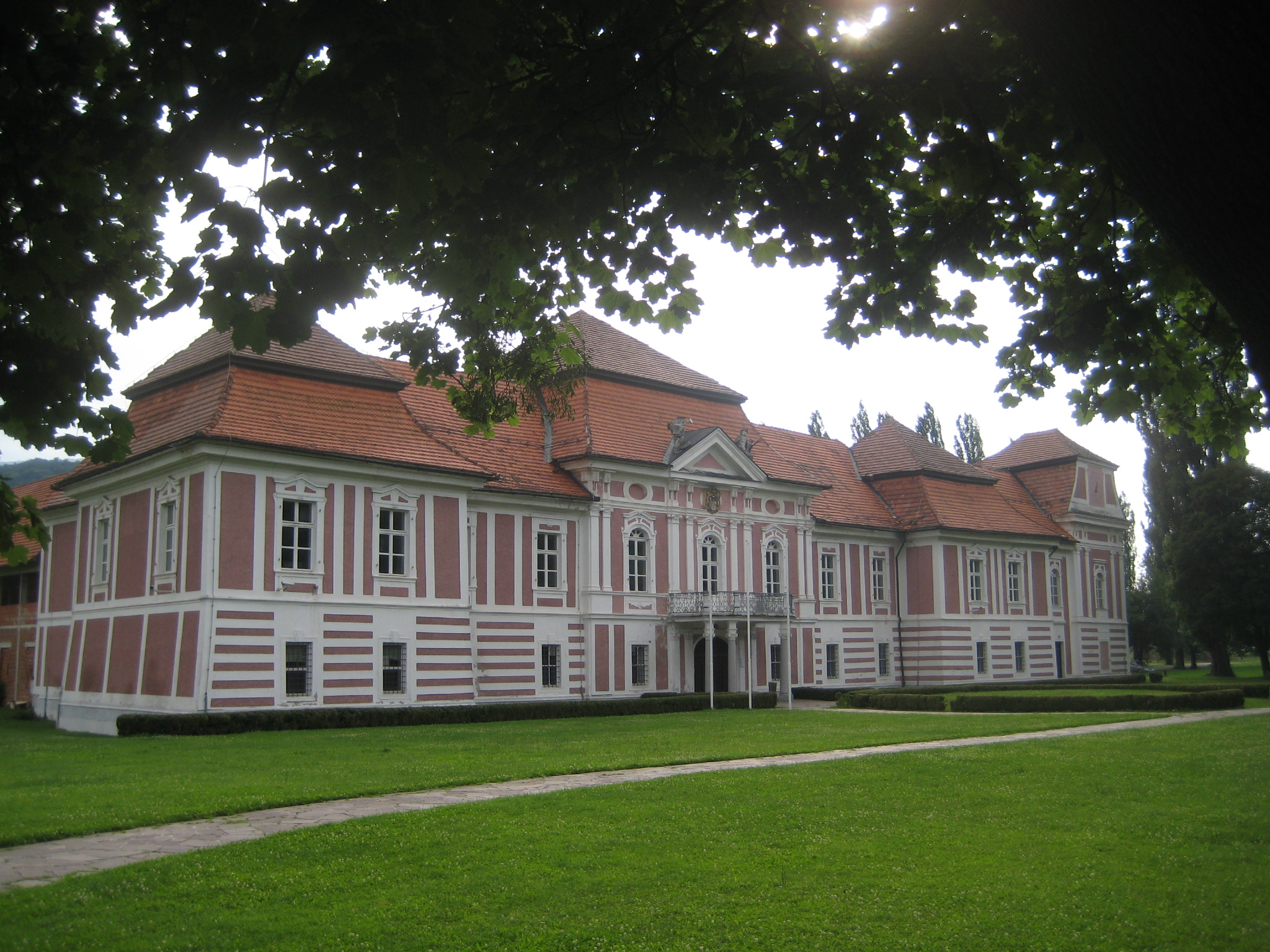
Schloss Betnava in Maribor (Marburg an der Drau)

## Adelserhebungen
- Erhebung in den Alten Herrenstand (Freiherr) am 2. Februar 1580 in Innsbruck durch Erzherzog Ferdinand II. von Tirol für die Brüder Anton und Hans Heinrich von Brandis.
- Verleihung des Rechts, sich „Freiherr zu Leonburg und Vorst“ zu nennen, am 31. März 1606 in Innsbruck durch Erzherzog Maximilian III. von Tirol für die Brüder bzw. Vettern Jakob Andrä, Anton und Georg von Brandis.
- Verleihung des Titels „Erbländischer Silberkämmerer“ von Tirol am 4. Mai 1626.
- Verleihung des Privilegiums eines Freisitzes für Fahlburg mit dem Recht der Benennung nach demselben am 2. September 1648 durch Erzherzog Ferdinand Karl von Tirol für Veit Benno von Brandis.
- Reichsgrafenstand auf dem Reichstag von 1641 in Regensburg mit Diplom vom 16. Februar 1654 für die Brüder Andreas Wilhelm und Veit Benno Freiherr von Brandis als Grafen und Herren zu Brandis, Freiherren zu Leonburg, Forst und Fahlburg.
- 1738 Verleihung der Landmannschaft der Steiermark, 1806 in Kärnten.
- Ernennung zu erblichen Mitgliedern des Herrenhauses des österreichischen Reichsrats seit 1861.

## Wappen

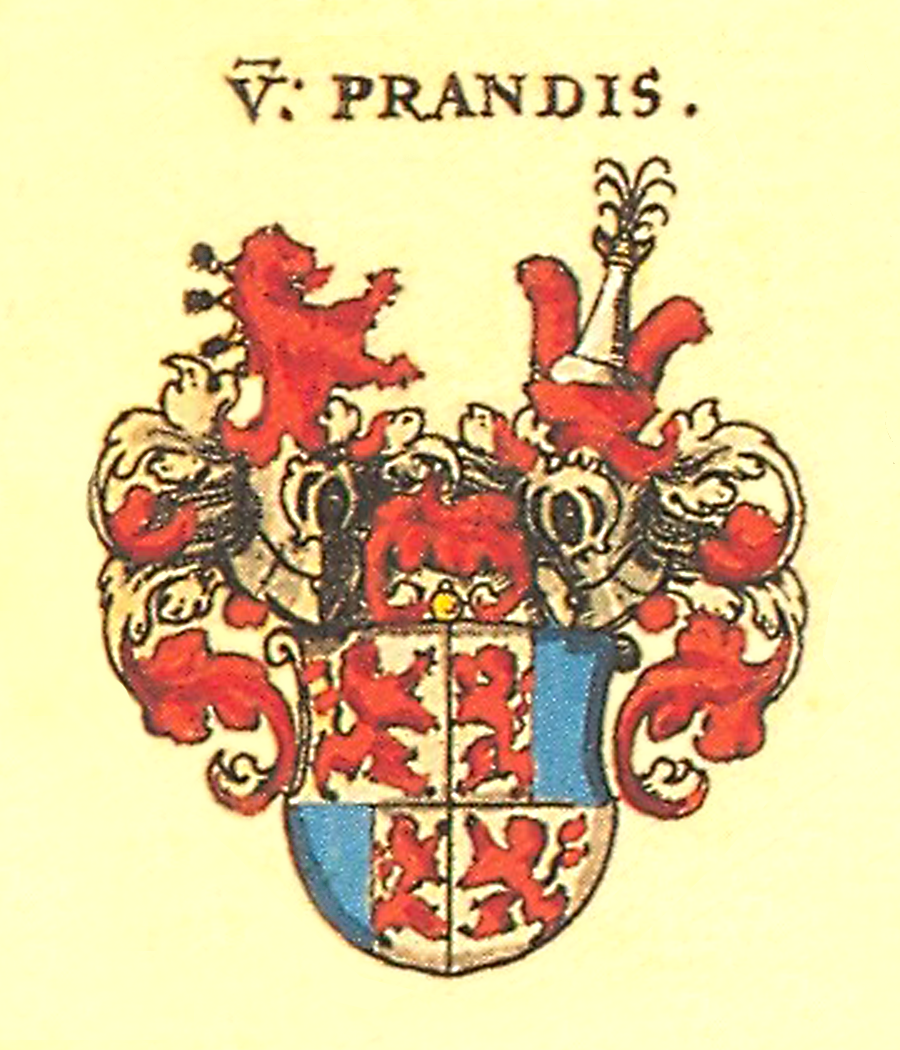
Geviertes Wappen der Brandis

### Stammwappen
In Silber ein roter Löwe. Auf dem Helm mit rot-silbernen Decken der Löwe wachsend, dessen Rücken mit einem silbernen Kamm von Pfauenspiegeln bestückt ist.

### Späteres Wappen
Geviert; 1 und 4 wie Stammwappen, 2 und 3 gespalten, rechts bzw. links in Silber ein einwärts gekehrter roter Löwe, links bzw. rechts blau ohne Bild. Zwei Helme mit rot-silbernen Decken; der rechte wie Stammhelm, auf dem linken ein hoher rot-gestulpter und gold-gekrönter silberner Hut, beseitet von zwei auswärts gekehrten roten Löwenklauen und mit sechs schwarzen Hahnenfedern bestückt.

## Persönlichkeiten
- Jakob Andrä von Brandis (1569–1629), Landeshauptmann von Tirol und Historiker
- Veit Benno von Brandis (1606–1667), Landeshauptmann an der Etsch und Burggraf von Tirol
- Franz Adam von Brandis (1639–1695), auf Fahlburg, Autor des ersten gedruckten Werks zur Geschichte Tirols
- Franz Jakob von Brandis (1677–1746)[3]
- Clemens von Brandis (1798–1863), Landeshauptmann von Tirol, k. k. Gouverneur und Historiker, Vater von Erich und Anton Brandis
- Maria Josefa von Brandis (1815–?), Begründerin der Vizentinen (Barmherzige Schwestern, Töchter der Liebe) Graz
- Erich Brandis (Erich Maria Heinrich Joseph Franz Sales Brandis) (1834–1921), Jesuit und Botaniker, Sohn von Clemens von Brandis
- Anton Graf von Brandis (1832–1907), Landeshauptmann von Tirol, Sohn von Clemens von Brandis
- Lata von Brandis (1895–1981), böhmische Rennreiterin

## Gleichnamige Adelsgeschlechter
Das Tiroler Uradelsgeschlecht der Grafen zu Brandis ist zu unterscheiden von dem 1512 erloschenen schweizerischen Uradelsgeschlecht der Herren von Brandis sowie dem 1769 geadelten niedersächsischen Geschlecht der Freiherren von Brandis.